# Stapelia olivacea
Stapelia olivacea är en oleanderväxtart som beskrevs av Nicholas Edward Brown. Stapelia olivacea ingår i släktet Stapelia och familjen oleanderväxter. Inga underarter finns listade i Catalogue of Life.